# 中国国民党革命委員会

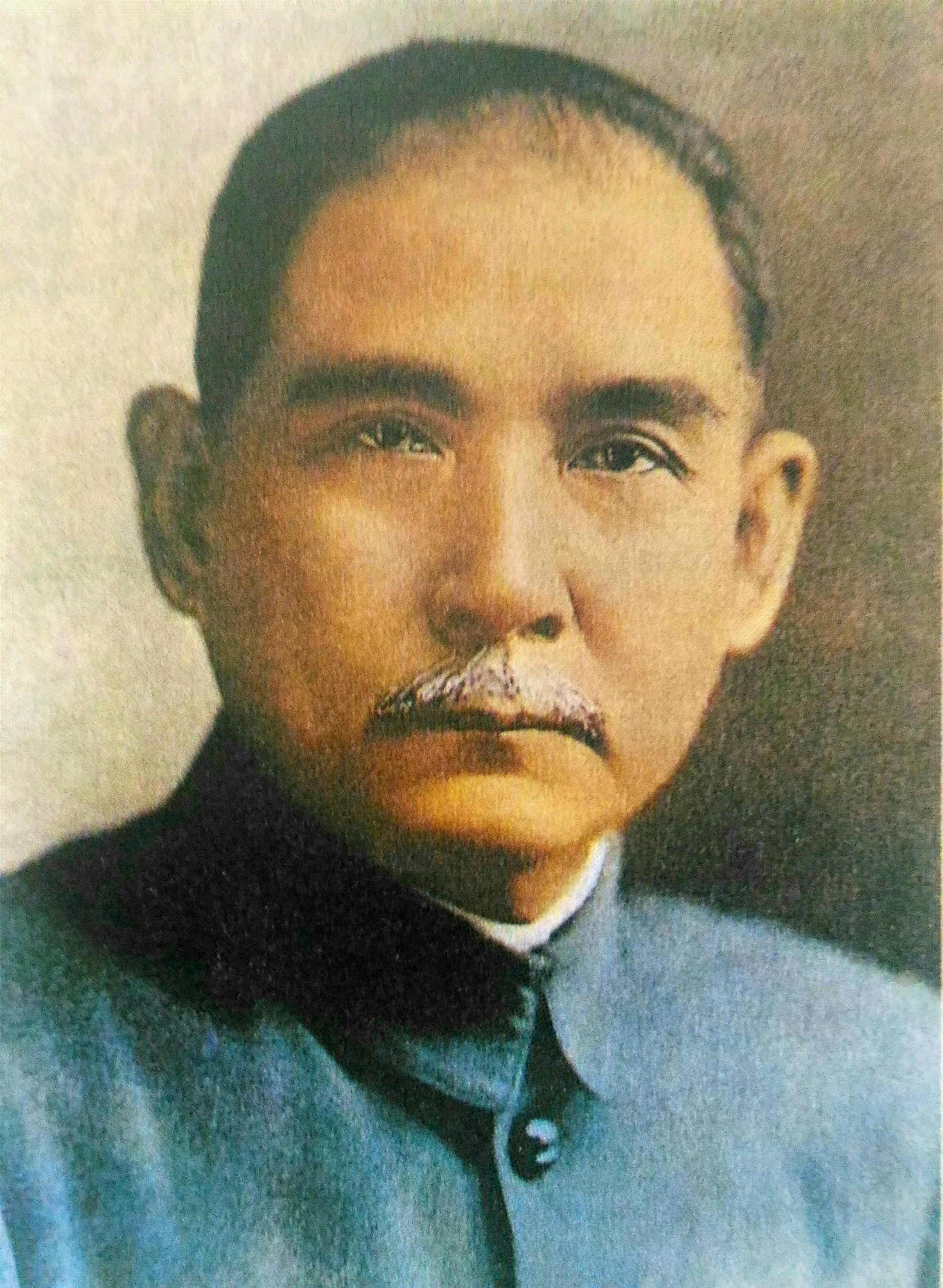
民革は党大会等の場面で孫文の肖像画を掲げる

中国国民党革命委員会（ちゅうごくこくみんとうかくめいいいんかい、簡体字中国語: 中国国民党革命委员会、拼音: Zhōngguó Guómíndǎng Gémìngwěiyuánhuì; 英語: Revolutionary Committee of the Chinese Kuomintang）は、中華人民共和国の中国共産党指導による多党合作と政治協商制に参与する民主党派（衛星政党）のひとつ。略称は「民革」。
中国国民党革命委員会は1948年に創立され、その後三民主義同志連合会および中国国民党民主促進会と合併した。民革は中国共産党の政治指導を受けているが、中国共産党は組織の独立や法的平等を保証しており、民主党派の独立性や日常業務に干渉することはないとしている。
初期の党員の大部分は、国民党左派、中華民国国軍の易幟や、捕虜となった政治幹部であった。党の主要な創設者である宋慶齢は、現在までのところ唯一の中華人民共和国名誉主席である。現在の党員は、かつての中国国民党員や台湾の各界とつながりのある中・上流階級、中・高級知識人が中心である。

## 歴史

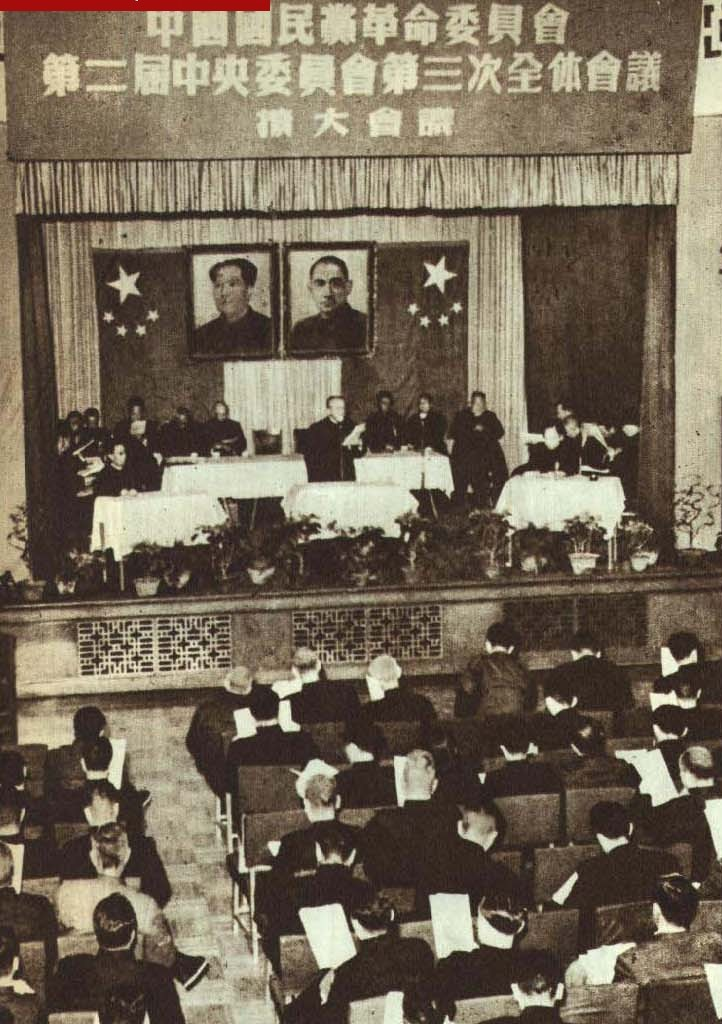
1953年中国国民党革命委員会第二期中央委員会第三次全体会議拡大会議

蔣介石率いる中国国民党独裁に反対する国民党の容共左派が中心になり、宋慶齢を名誉主席、李済深を主席として、1948年1月正式に設立。メンバーのなかには、「生産人民党」や「中華民族革命同盟」のメンバーの様に、一度は国民党を脱退した者も含まれる。
1949年5月、当時の民革、民連、民促は中国共産党による中国人民政治協商会議第一期全体会議の開催に他の民主党派とともに応じ、李済深、何香凝、柳亜子等を代表者として送り、臨時憲法となる中国人民政治協商会議共同綱領の採択や中央人民政府選挙に参加した。この選挙では、宋慶齢、李済深が中央人民政府副主席に、程潜が人民革命軍事委員会副主席に選出された。そのほか、譚平山、朱学範、傅作義、李徳全、何香凝が中央人民政府の部及び委員会の部長、主任に就いた。
設立時の綱領では「連ソ、容共、扶助工農」という第一次国共合作の理念を含め、「革命的三民主義」を掲げた。蔣介石率いる中国国民党を「孫文の遺訓に背いた」として敵視していた。中華人民共和国成立時の中国国民党民主派には、中国国民党革命委員会のほかに中国国民党民主促進会（民促）と三民主義同志連合会（民連）があり、1949年11月に北京で開催された中国国民党左派第二次代表会議で正式に合併した（民主党派の一つに中国民主促進会があるが、これとは別組織）。民革は新中国の成立後に革命的三民主義や新三民主義の方針を章程から削除しており、現在はこれらを掲げていない。
現在の民革は、台湾の中国国民党と関係のある人物、台湾の各界と繋がりのある中層、上層の知識人の採用に力を入れている。代表的な例としては、民革中央主席であった李済深の子である李沛瑶、北平市（現在の北京市）市長であった何思源の娘である何魯麗、中華民国北洋政府代理大総統を務めた馮国璋の曾孫である馮鞏などが挙げられる。
現在の民革はチベットを除く中国大陸の30の省、自治区、市に党支部を置き、党員数は2020年時点で約13万人。
主流ではないにせよ中国国民党の分派に起源を持ち、なおかつ「中国国民党」という名称を冠するため、『人民中国』などでは民主党派についての説明があるときは、最初に紹介されている。

## 中央組織

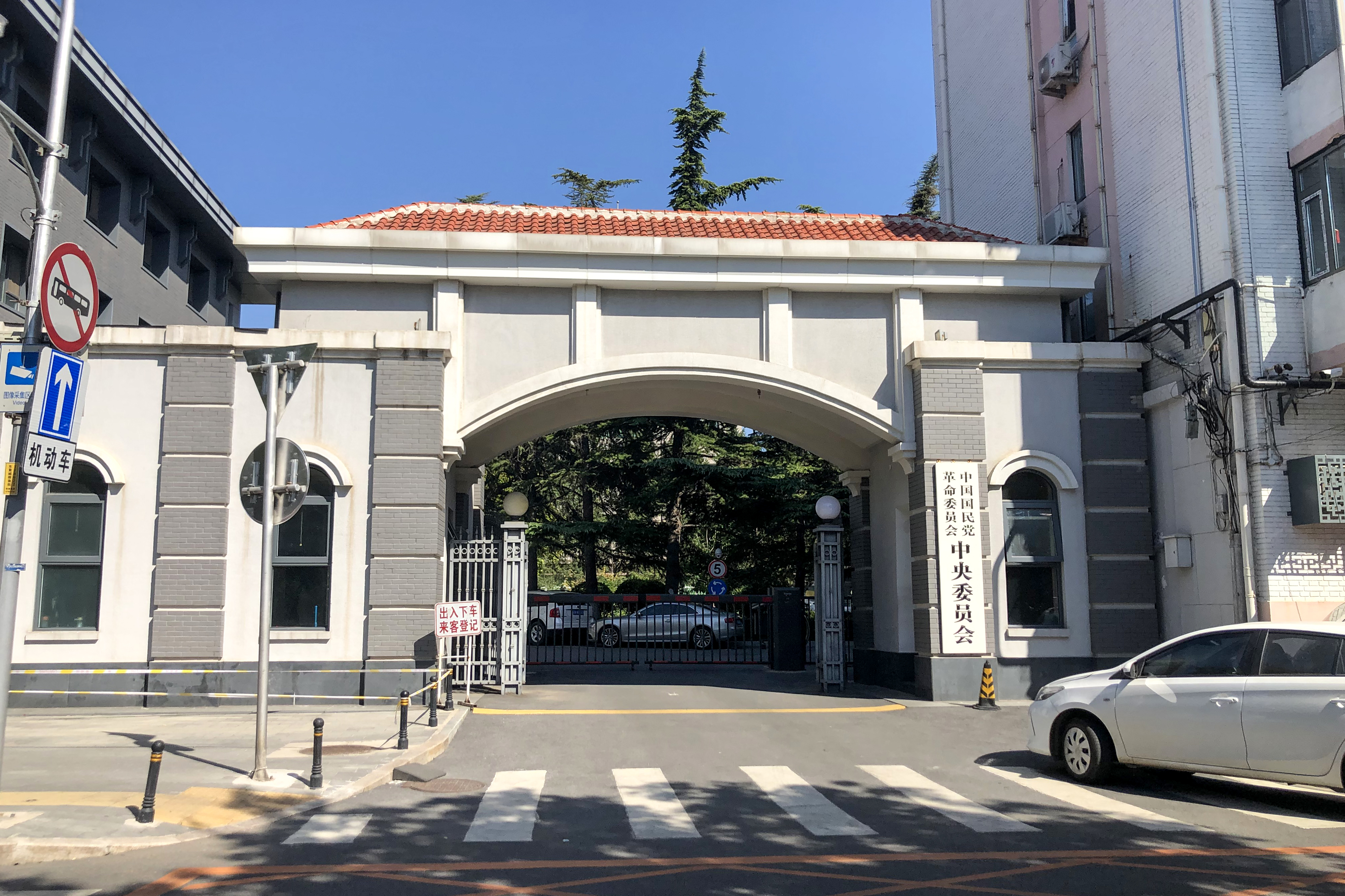
中国国民党革命委員会中央委員会

中央組織は中国国民党革命委員会中央委員会。中央委員会には組織部、宣伝部、連絡部、社会服務部、調研部の6部門、経済委員会、三農委員会、社会法制委員会、教科文衛体委員会、人口資源環境委員会、祖国和平統一促進委員会、理論研究学習委員会、婦女青年工作委員会の8委員会が設置されている。新聞『団結報』と雑誌『団結』を発行している。下部機構に中華中山文化交流協会、民革孫中山研究学会、民革中央画院、団結出版社、中国通和経済開発諮詢サービスセンター等がある。

## 地方政府役職
現在、各省級地方政府正副省長職にある民革党員は、次の3名である。
| 姓名   | 職務               | 学歴       |
| ------ | ------------------ | ---------- |
| 白清元 | 内蒙古自治区副主席 | 経営学修士 |
| 蒋涤非 | 湖南省副省長       | 工学博士   |
| 徐明非 | 陕西省副省长       | 工学博士   |

## 党員
原則、満28歳以上で、中華人民共和国国籍を有し、中国大陸において学士以上の学位を有し、かつ労働者、農民、学生、共青団団員の身分ではない者が、民革の党員となることができる。

### 著名な党員
- 宋慶齢
- 翁文灝
- 譚平山
- 李済深
- 張治中
- 竜雲
- 何思源
- 陳紹寛
- 何香凝
- 馮玉祥
- 衛立煌
- 楊杰
- 趙祖康
- 邵力子
- 程潜
- 林伯渠
- 賀耀組
- 王家楨
- 張之江
- 唐生智
- 杜建時
- 傅作義
- 李徳全
- 張学銘
- 熊克武
- 李玉剛
- 端木傑
- 陳銘枢
- 蔡廷鍇
- 黄紹竑
- 薛篤弼
- 盧漢
- 廖承志
- 劉文輝
- 呉奇偉
- 劉瑶章
- 鄭洞國
- 劉驥
- 于学忠
- 鄧錫侯
- 楊希閔
- 杜建時
- 劉多荃

## 選挙

### 中華人民共和国中央人民政府副主席
| 年   | 候補者 | 席次 |
| ---- | ------ | ---- |
| 1949 | 李済深 | 4    |

### 中華人民共和国副主席
| 年     | 候補者 | 主席団指名 | 賛成票 | 反対票 | 棄権 | 当選 |
| ------ | ------ | ---------- | ------ | ------ | ---- | ---- |
| 1959年 | 宋慶齢 |            | ?      | ?      | ?    | 当   |
| 1964年 | 宋慶齢 |            | ?      | ?      | ?    | 当   |

### 全国人民代表大会常務委員会副委員長
| 会期       | 年     | 候補者 | 主席団指名 | 賛成票 | 反対票 | 棄権 | 当選 | 順位 |
| ---------- | ------ | ------ | ---------- | ------ | ------ | ---- | ---- | ---- |
| 第一期     | 1954年 | 宋慶齢 |            |        |        |      | 当   | 1    |
| 第一期     | 1954年 | 李済深 |            |        |        |      | 当   | 3    |
| 第二期     | 1959年 | 李済深 |            |        |        |      | 当   | 2    |
| 第二期     | 1959年 | 何香凝 |            |        |        |      | 当   | 14   |
| 第三期     | 1965年 | 何香凝 |            |        |        |      | 当   | 6    |
| 第三期     | 1965年 | 程潜   |            |        |        |      | 当   | 12   |
| 第三期     | 1965年 | 張治中 |            |        |        |      | 当   | 16   |
| 第四期     | 1975年 | 宋慶齢 |            |        |        |      | 当   | 2    |
| 第五期     | 1978年 | 宋慶齢 |            |        |        |      | 当   | 1    |
| 第五期     | 1980年 | 朱学範 |            |        |        |      | 補選 | --   |
| 第六期     | 1983年 | 朱学範 |            |        |        |      | 当   | 9    |
| 第七期     | 1988年 | 朱学範 |            |        |        |      | 当   | 5    |
| 第八期     | 1993年 | 李沛瑶 |            |        |        |      | 当   | 18   |
| 第九届     | 1998年 | 何魯麗 |            |        |        |      | 当   | 11   |
| 第十期     | 2003年 | 何魯麗 |            |        |        |      | 当   | 4    |
| 第十一期   | 2008年 | 周鉄農 |            |        |        |      | 当   | 7    |
| 第十二期   | 2013年 | 万鄂湘 |            | 2,970  | 0      | 0    | 当   | 11   |
| 第十三期   | 2018年 | 万鄂湘 |            | 2,970  | 0      | 0    | 当   | 7    |
| 第十四期   | 2023年 | 鄭建邦 |            | 2,952  | 0      | 0    | 当   | 4    |
| 参考資料： |        |        |            |        |        |      |      |      |

### 中国人民政治協商会議全国委員会副主席
| 年     | 候補者 | 主席団指名 | 賛成票 | 反対票 | 棄権 | 当選 |
| ------ | ------ | ---------- | ------ | ------ | ---- | ---- |
| 2013年 | 斉続春 |            | 2,237  | 0      | 0    | 当   |
| 2018年 | 鄭建邦 |            | 2,158  | 0      | 0    | 当   |
| 2023年 | 何報翔 |            | ？     | ？     | ？   | 当   |